# Puerto Wilches
Puerto Wilches  es un municipio del departamento de Santander, Colombia, forma parte de la Provincia de Yariguies. Está situado a la margen derecha del río Magdalena.

## División Político-Administrativa
Aparte de su Cabecera municipal. Puerto Wilches tiene bajo su jurisdicción los siguientes Centros poblados:
- Badillo
- Bocas del Rosario
- Campo Alegre
- Campo Duro
- Carpintero
- Chingale
- Comuneros (kilómetro 20)
- Curumita
- El Guayabo
- El Pedral
- García Cadena
- Kilómetro Ocho
- La Independencia
- Paturia
- Pradilla
- Puente Sogamoso
- Puerto Cayumba
- San Claver
- Santa Teresa
- Sitio Nuevo
- Taladro II
- Vijagual

## Historia
- 1492 - 1520 - Los simities y los yariguies fueron los primeros moradores del reino o territorio de los guanes, que comprendía entre otros lares las laderas y vertientes de los ríos Sogamoso, Lebrija y Magdalena.
- 1529 - El capitán Antonio de Lebrija (conquistador) fue el primer europeo en recorrer lo que hoy es el territorio de Puerto Wilches y Santander entrando a través del río Magdalena y parte del río al que dejó su nombre (Lebrija).
- 1536 - La expedición conquistadora del Nuevo Reino de Granada incursionaba al interior del territorio - paralelamente - mediante dos frentes: por el río Yuma (Magdalena) y por su ribera oriental; así, cerca de la desembocadura del río Sogamoso Gonzalo Jiménez de Quesada adecuo un campamento.
- 1870 - 1880 - Entre los años 1870 y 1872, fue fundado el corregimiento de Bocas del Rosario. Se celebra el contrato entre el Estado de Santander y Roberto Joy para la construcción de un ferrocarril desde el Puerto de Paredes hasta Bucaramanga (Girón o Piedecuesta) e inicia la obra el Ingeniero Abelardo Ramos. 1881 - 1882 Se adopta el nombre de Puerto Wilches en honor a Solon Wilches, presidente del Estado Soberano de Santander, para identificar el punto o lugar de arranque de la línea del ferrocarril y mediante la Ley 41 del 8 de noviembre de 1882 se erige Puerto Wilches como corregimiento
- 1887 - 1908 - Puerto Wilches fue elevado a Municipio, condición que no pudo conservar por su escasa población; pero que recobró luego en 1908, cuando le fueron incorporados los corregimientos de El Pedral, Montecristo, Bocas del Rosario, El Ocho. Además, de los antiguos corregimientos del Departamento de Magdalena: Vijagual y Badillo.
- 1920 - Se constituye en importante puerto fluvial del río Magdalena, que conjuntamente con el transporte férreo propician gran actividad comercial hacia la región de los Santanderes y la región nor-oriental del País.
- 1971 - 1985 - La región se encontraba incomunicada por vía carreteable con la capital de Santander y con el resto del país, a pesar de existir una resolución del Ministerio de Obras Públicas desde el año 1916 ordenando el paso de la vía Papayal – Bocas del Rosario, ésta aparece establecida en el mapa vial del Colombia en el año 1971, firmada por el ministro Virgilio Barco Ramírez; pero solo en 1985 los vecinos de : Badillo, Guayabo, Vijagual, Bocas del Rosario, San José de los Chorros, Santa Rosa, logran con caminos vecinales del Distrito 15 de carretera, conseguir un buldózer para levantar la banca entre el sitio Santa Catalina – Bocas del Rosario.
- 1993 - Se construye la muralla carreteable Campo Alegre – Las Lajas con el fin de mejorar la comunicación entre los habitantes de la región, gracias a ella se valorizan las tierras. A partir de la segunda década del siglo XX se destacan algunos acontecimientos importantes tales como: la llegada de la estación ANDIAN a los corregimientos del Guayabo y Chingalé, generó más empleo, se mejora la economía, la salud, el transporte, la vivienda y la educación.
- 1996 - Asesinato del Director del Hospital Integrado San José, Dr. Edmundo Germán Arias Duarte quien trabajó incansablemente por el desarrollo social en el municipio.

El Municipio se encuentra a una altitud promedio de 75 m s. n. m., su extensión se caracteriza por ser una zona muy calurosa y húmeda, pues su temperatura oscila entre los 25 y 40 C°, y actualmente el promedio es 33 °C (ver isla de calor), antes solo alcanzaba 29 °C. 
La precipitación media anual (PMA) es de 3.104,5 mm y la precipitación media mensual (PMM) es de 258,7 mm.
En época de verano el Río Grande de la Magdalena, como sus afluentes, reduce considerablemente su nivel de agua hasta en un 100%, conllevando que las personas que dependen de estas vías de comunicación se vean perjudicadas por la dificultad del transporte fluvial y al mismo tiempo sus actividades económicas se frustren.
La mayor parte del territorio es plano con algunas ondulaciones, orillales bajos, terrazas, pantanos y ciénagas.

## Uso del suelo
Estas actividades agropecuarias se ubican en zonas con características geográficas y biofísicas diferentes, lo mismo que la producción agrícola, determinándose así zonas definidas en cuanto a su uso actual y potencialidad.
La actividad económica es fundamentalmente agrícola y gira alrededor del cultivo de la palma de aceite, que es la respuesta a un ejercicio de planificación agrícola efectuado hace más de cuarenta años y se ubica en la zona sur.
Geofísicamente la característica más importante de la zona Norte, es la presencia de humedales y cuerpos de agua, que desde el centro del Municipio se van intensificando hacia el norte, derivándose en estos, una alta potencialidad para la producción de especies de agua y anfibias.
En la zona norte se cultiva maíz y plátano de manera tradicional, ignorando toda la potencialidad de riqueza ictiológica. Predominan las llanuras aluviales y varios niveles de terraza, sometidas a inundaciones periódicas, que conlleva a una fertilidad mediana en las tierras altas, y muy 
propensa en la zona de vega y rivera de los ríos. Los suelos presentan escasa erosión.

## Límites del municipio
- Oriente: Municipio de Sabana de Torres, que en tiempo pasado, fue corregimiento de Puerto Wilches.
- Occidente: río Magdalena
- Norte: río Lebrija
- Sur: río Sogamoso
- Extensión área rural: 1434 km²
- Altitud (m s. n. m.): 0 a 100 y el casco urbano 65 m s. n. m.
- Temperatura media: 25 y 40 C°
- Distancia de referencia: 157 km a Bucaramanga y 43 km a Barrancabermeja

## Economía
La principal actividad económica del municipio es el cultivo industrial de la palma, y la extracción de petróleo.

## Clima
| Parámetros climáticos promedio de Puerto Wilches                                    | Parámetros climáticos promedio de Puerto Wilches | Parámetros climáticos promedio de Puerto Wilches | Parámetros climáticos promedio de Puerto Wilches | Parámetros climáticos promedio de Puerto Wilches | Parámetros climáticos promedio de Puerto Wilches | Parámetros climáticos promedio de Puerto Wilches | Parámetros climáticos promedio de Puerto Wilches | Parámetros climáticos promedio de Puerto Wilches | Parámetros climáticos promedio de Puerto Wilches | Parámetros climáticos promedio de Puerto Wilches | Parámetros climáticos promedio de Puerto Wilches | Parámetros climáticos promedio de Puerto Wilches | Parámetros climáticos promedio de Puerto Wilches |
| Mes                                                                                 | Ene.                                             | Feb.                                             | Mar.                                             | Abr.                                             | May.                                             | Jun.                                             | Jul.                                             | Ago.                                             | Sep.                                             | Oct.                                             | Nov.                                             | Dic.                                             | Anual                                            |
| ----------------------------------------------------------------------------------- | ------------------------------------------------ | ------------------------------------------------ | ------------------------------------------------ | ------------------------------------------------ | ------------------------------------------------ | ------------------------------------------------ | ------------------------------------------------ | ------------------------------------------------ | ------------------------------------------------ | ------------------------------------------------ | ------------------------------------------------ | ------------------------------------------------ | ------------------------------------------------ |
| Temp. máx. media (°C)                                                               | 34.5                                             | 35.1                                             | 34.4                                             | 33.9                                             | 33.7                                             | 33.8                                             | 34.2                                             | 34.2                                             | 33.5                                             | 33.1                                             | 33.0                                             | 33.5                                             | 33.9                                             |
| Temp. media (°C)                                                                    | 29.0                                             | 29.4                                             | 29.0                                             | 28.8                                             | 28.7                                             | 28.8                                             | 28.8                                             | 28.9                                             | 28.5                                             | 28.3                                             | 28.3                                             | 28.5                                             | 28.8                                             |
| Temp. mín. media (°C)                                                               | 20.6                                             | 20.9                                             | 21.1                                             | 21.1                                             | 21.0                                             | 21.2                                             | 21.1                                             | 21.0                                             | 20.8                                             | 20.8                                             | 20.9                                             | 20.8                                             | 20.9                                             |
| Precipitación total (mm)                                                            | 33.4                                             | 80.9                                             | 143.4                                            | 305.7                                            | 367.7                                            | 301.2                                            | 297.0                                            | 329.0                                            | 343.9                                            | 346.8                                            | 262.5                                            | 105.4                                            | 2871.1                                           |
| Días de precipitaciones (≥ 1 mm)                                                    | 2                                                | 4                                                | 7                                                | 13                                               | 15                                               | 12                                               | 12                                               | 14                                               | 15                                               | 15                                               | 11                                               | 5                                                | 125                                              |
| Humedad relativa (%)                                                                | 77                                               | 76                                               | 77                                               | 78                                               | 78                                               | 78                                               | 77                                               | 77                                               | 78                                               | 79                                               | 79                                               | 79                                               | 77.8                                             |
| Fuente: Instituto de Hidrología, Meteorología e Investigaciones Ambientales (IDEAM) |                                                  |                                                  |                                                  |                                                  |                                                  |                                                  |                                                  |                                                  |                                                  |                                                  |                                                  |                                                  |                                                  |

## Servicios públicos
- Energía Eléctrica: Electrificadora de Santander (ESSA), del grupo EPM, es la empresa prestadora del servicio de energía eléctrica.
- Gas Natural: Vanti es la empresa distribuidora y comercializadora de gas natural en el municipio.